# Heinrich von Ramberg

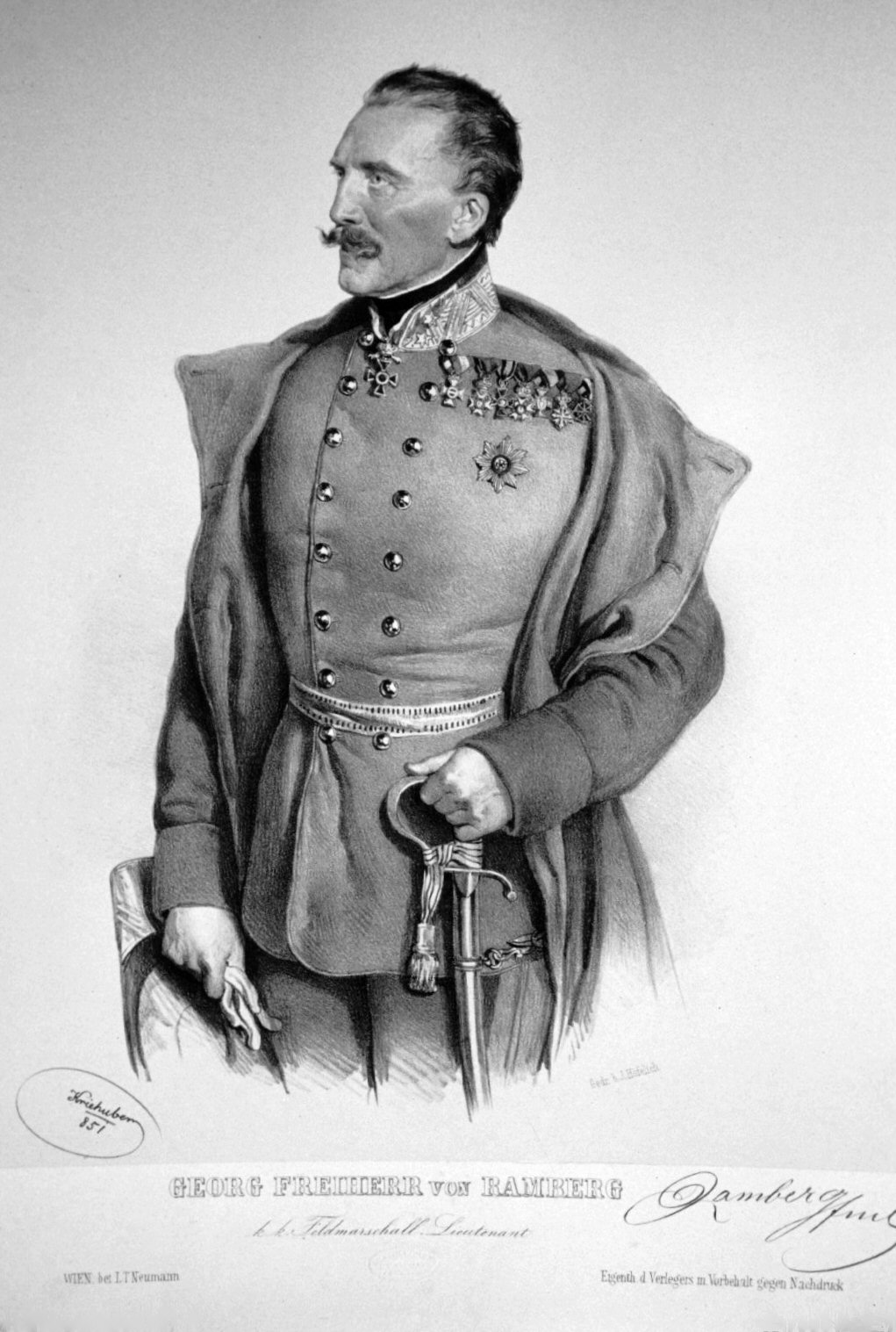
„Georg Freiherr von Ramberg“, Lithographie von Josef Kriehuber, 1851

Georg Heinrich Ramberg, seit 1849 Freiherr von Ramberg (* 25. Februar 1786 in Hannover; † 2. September 1855 in Teplitz) war ein österreichischer Feldmarschallleutnant.

## Leben

### Herkunft
Heinrich Ramberg war das erste von drei Kindern des Commissairs bei der Hannoverschen Kriegskanzlei Dietrich Ramberg (1762–1825) und der Beierchen Meiern (1760–1829), die nach ihrer und der Taufe ihres Sohnes 1790 in der Schlosskirche Hannover Christina Dorothea Henriette Ramberg genannt wurde. Rambergs Onkel war der hannoversche Kunstmaler Johann Heinrich Ramberg (1763–1840).

### Karriere
Militärisch zeichnete sich Ramberg in vielen Feldzügen als Stabsoffizier aus, war aber auch als Diplomat und Kartograf tätig. 1805 trat er mit 19 Jahren in die Preußische Armee ein und nahm an den Feldzügen gegen Napoleon im Stab von Scharnhorst teil. Nach dem Frieden von Tilsit verließ er die Preußische Armee.
Er trat daraufhin 1808 in österreichische Dienste, wurde im Jahr darauf dem Generalquartiermeisterstab zugeteilt und nahm an dem Feldzug in Bayern im Hauptquartier von Erzherzog Karl teil. In den Schlachten von Aspern und Wagram zeichnete er sich aus. 1810 bis 1812 war er bei der Landesbeschreibung mit der Kartografierung von Ungarn betraut. Die Feldzüge 1813/14 machte er in Stabsfunktionen mit. Während des Sommerfeldzug von 1815 war er als Verbindungsoffizier dem Hauptquartier Wellingtons zugeteilt. Für diese Tätigkeit erhielt er den Order of the Bath. Nach dem Krieg stieg Ramberg 1835 zum Oberst, 1843 zum Generalmajor und 1848 zum Feldmarschalleutnant auf. 
An der Belagerung Wiens gegen den Wiener Oktoberaufstand 1848 war er maßgeblich beteiligt. Seine Truppen rückten durch die Brigittenau und im Augarten vor, am 28. Oktober nahm seine Division am Sturm auf die Leopoldstadt teil und entsandte zwei Brigaden zur Teilnahme an der Schlacht bei Schwechat. In den nun folgenden Feldzügen gegen die aufständischen Ungarn zeichnete er sich mehrfach aus und erhielt am 26. März 1849 das Ritterkreuz des Maria-Theresien-Ordens zuerkannt. 
Im Rahmen des II. Armeekorps kämpften seine Truppen Ende 1848 auf der kleinen Schütt. Mit einem selbständigen Korps blockierte er zunächst die Festung Komorn und verfolgte im Februar 1849 das ungarische Corps Görgey über Kaschau bis an die Theiß. Nach längerer Krankheit übernahm er unter den neuen Oberbefehlshaber in Ungarn, Feldzeugmeister Haynau die Führung des III. Korps, mit welchem er am 12. Juli in Pesth einzog. Bei der Wiederaufnahme des Vormarsches der kaiserlichen Armee führte er seine Truppen über Maria Theresianopel nach Kis-Kanizsa und erzwang am 5. August den  Theiß-Übergang. Nach Gefechten bei Besenyö, Czatad und Jeczö nahm sein III. Korps an der entscheidenden Schlacht bei Temesvár teil. Sein Truppen verfolgten die Ungarn nach Siebenbürgen, wo seine Avantgarde bei Lugos auf den dem Gegner traf, der am 19. August bei Déva die Waffen streckte.
Im Herbst 1849 wurde er Kommandant des XII. Korps in Siebenbürgen und im Banat. Nachdem ihm Kaiser Franz Joseph I. am 25. Juli 1849 als Kommandeur des Leopold-Ordens in den Freiherrnstand erhoben hatte, erhielt Ramberg am 22. Januar 1850 sein Adelsdiplom. Von 1850 bis zu seinem Ruhestand im Jahre 1854 war er Kommandant der Festung Theresienstadt sowie Zweiter Inhaber des Infanterie-Regiments „Kaiser“ Nr. 1.

### Familie
Ramberg hatte sich am 21. August 1817 in Bourgoigne mit Rosalie von Seydewitz (1796–1874), Tochter des sächsischen Generalmajors Hans August von Seydewitz († 1840), verheiratet. Aus der Ehe gingen der Maler Arthur von Ramberg (1819–1875) und die beiden Generale der Kavallerie Hermann (1820–1899) und Viktor von Ramberg (1828–1906) hervor. Sein Großneffe August von Ramberg (1866–1947) wurde österreichischer Marinemaler.